# Wang Yimei
Wang Yimei, född 11 januari 1988 i Dalian, är en kinesisk volleybollspelare. Hon blev olympisk bronsmedaljör i volleyboll vid sommarspelen 2008 i Peking. Hon har också vunnit Damernas turnering i volleyboll vid asiatiska spelen två gånger.